# سیارک ۴۲۴۰
سیارک ۴۲۴۰ (به انگلیسی: 4240 Grun، نامگذاری:1981EY20) چهار هزار و دویست و چهلمین سیارک کشف شده‌است که در ۲ مارس ۱۹۸۱ کشف شد.
قدر مطلق سیارک برابر ۱۳٫۷۰ است.